# Eupteryx octonotata
Eupteryx octonotata är en insektsart som beskrevs av Dlabola 1974. Eupteryx octonotata ingår i släktet Eupteryx och familjen dvärgstritar.
Artens utbredningsområde är Iran. Inga underarter finns listade i Catalogue of Life.